# DVB-H
DVB-H（Digital Video Broadcasting-Handheld），即數位行動視訊廣播，是DVB组织为通过地面數位–广播网络向便携或手持终端提供多媒体业务所制定的传输标准。
2004年11月，DVB-H已经正式被ETSI制定为「EN302 304」标准。DVB-H的标准规范（EN 302 304）可以在DVB-H官方站点下载，这个技术的重要竞争者是Qualcomm開發的MediaFLO。
2008年3月，DVB-H正式被歐盟認可為“地面移動廣播的首選技術”。這種技術的主要競爭對手是高通的MediaFLO系統（3G移動系統基於MBMS的移動電視標準），以及美國的DVB-SH（衛星的ATSC-M / H格式在未來的移動電視設備）。
現在的DVB-NGH（新一代）是增強版的DVB-H，提供了改進的頻譜效率，更好的調製靈活性。DVB-H一直以來在商業上都是失敗的，芬蘭是最後一個使用此制式的國家，並於2012年3月停用。